# Élection présidentielle afghane de 2019
L'élection présidentielle afghane de 2019 a lieu le 28 septembre 2019 afin d'élire le président de la République islamique d'Afghanistan. 
Les résultats officiels, proclamés près de trois mois après le scrutin, accordent la victoire dès le premier tour au chef de l’État sortant, Ashraf Ghani, avec 50,64 % des suffrages face notamment à Abdullah Abdullah, nommé chef du gouvernement à la suite de l’élection contestée de 2014 et qui conteste à nouveau les résultats.

## Contexte
Le scrutin était initialement prévu pour le 20 avril, avant d'être reporté une première fois au 20 juillet puis au 28 septembre 2019. 
Le retard pris dans le dépouillement des résultats des législatives d'octobre 2018, ainsi que la situation interne du pays avait rendu ces reports très probables. Les États-Unis font en effet pression en ce sens tout au long de l'année afin de ne pas perturber les pourparlers avec les talibans, alors en passe d'aboutir à un accord de paix. 
La perspective d'un accord imminent avec les talibans et la mise en œuvre du dialogue inter-afghan devant s'ensuivre met ainsi longtemps au second plan l'élection présidentielle, dont un nouveau report voire une annulation jusqu'à nouvel ordre est fortement attendu. Le président américain Donald Trump met cependant brutalement fin aux négociations le 7 septembre, à la suite d'un nouvel attentat ayant fait douze morts dont un soldat américain. Le dirigeant américain avait pris le risque en 2018 d'entamer des négociations directes avec les talibans, permettant aux deux parties de s'accorder sur un plan de retrait des troupes américaines en échange d'une rentrée dans la légalité du groupe armé. Menées à Doha, les négociations achoppent cependant sur le maintien d'une unité anti-terrorisme, voulue par le Pentagone et refusée par les talibans. Le scrutin présidentiel jusqu'alors largement considéré comme hypothétique redevient soudainement un événement amené à se concrétiser.
Si le président sortant Ashraf Ghani voit dans la rupture des négociations dont son gouvernement était tenu à l'écart l'occasion de revenir sur le devant de la scène politique, les talibans font quant à eux clairement savoir qu'ils mettront tout en œuvre pour perturber le scrutin et dissuader la population d'y participer par la violence et les attentats. La crainte d'un net regain de violence intervient alors que le pays déplore déjà 1 366 tués civils ainsi que 2 446 blessés dans la première moitié de l'année 2019.

## Système électoral
Le président afghan est élu au scrutin uninominal majoritaire à deux tours pour un mandat de cinq ans renouvelable une seule fois. Si aucun candidat ne remporte la majorité absolue des voix dès le premier tour, un second est organisé entre les deux candidats arrivés en tête. Celui recueillant le plus de suffrages est alors déclaré élu.

## Insécurité
La situation sécuritaire amène l'un des candidats, Mohammad Hanif Atmar, à suspendre sa campagne en août 2019. Les talibans entreprennent plusieurs attaques pour perturber le processus électoral. Le 17 septembre, un attentat suicide fait 26 morts et 42 blessés lors d'un rassemblement en faveur d'Ashraf Ghani. Moins d'une heure après, un second fait 22 morts et 38 blessés aux abords de l'ambassade américaine et du ministère de la défense. Le jour du premier tour, plusieurs attaques ont lieu dans  des bureaux de vote des villes de Kaboul, Ghazni, Jalalabad et Kandahar, causant au moins dix huit blessés. L'ensemble de ces attaques sont revendiquées par les talibans. La commission électorale annonce en milieu de journée n'être en mesure de confirmer ouverts que 4 041 bureaux de vote sur les 4 942 prévus.

## Résultats
Le dépouillement est d'emblée prévu comme long, initialement près de trois semaines, avec une annonce de résultats provisoires le 19 octobre et des résultats définitifs le 7 novembre. Selon la commission électorale, seul un peu plus de 20 % de la population s'est rendue aux urnes. Les élections sont cependant considérées par les observateurs comme transparentes, grâce notamment à la mise en place d'un fichier biométrique des électeurs pour lutter contre les fraudes. Le précédent scrutin de 2014 avait suscité de nombreuses controverses et pourrait avoir également contribué à la forte abstention cinq ans plus tard,.
|                          | Ashraf Ghani             | Indépendant                       | 923 868   | 50,64  |  |  |
|                          | Abdullah Abdullah        | Coalition nationale d'Afghanistan | 720 990   | 39,52  |  |  |
|                          | Gulbuddin Hekmatyar      | Hezb-e-Islami Gulbuddin           | 70 242    | 3,85   |  |  |
|                          | Rahmatullah Nabil        | Axe du peuple afghan              | 33 921    | 1,86   |  |  |
|                          | Faramarz Tamanna         | Indépendant                       | 18 066    | 0,99   |  |  |
|                          | Noorullah Jalili         | Indépendant                       | 15 526    | 0,85   |  |  |
|                          | Abdul Latif Pedram       | Congrès national de l'Afghanistan | 12 608    | 0,69   |  |  |
|                          | Enayatullah Hafiz        | Indépendant                       | 11 374    | 0,62   |  |  |
|                          | Mohammad Hakim Tursun    | Indépendant                       | 6 504     | 0,36   |  |  |
|                          | Ahmad Wali Massoud       | Indépendant                       | 3 942     | 0,22   |  |  |
|                          | Mohammad Shohab Hakimi   | Indépendant                       | 3 324     | 0,18   |  |  |
|                          | Ghulam Farouq Nejrabi    | Parti afghan de la liberté        | 1 606     | 0,09   |  |  |
|                          | Mohammad Hanif Atmar     | Vérité et justice                 | 1 565     | 0,09   |  |  |
|                          | Noor Rahman Liwal        | Indépendant                       | 865       | 0,05   |  |  |
|                          |                          |                                   |           |        |  |  |
| Votes valides            | Votes valides            | Votes valides                     | 1 824 401 |        |  |  |
| Votes blancs et nuls     |                          |                                   |           |        |  |  |
| Total                    | Total                    | Total                             |           | 100    |  |  |
| Abstention               |                          |                                   |           |        |  |  |
| Inscrits / participation | Inscrits / participation | Inscrits / participation          | 9 665 745 | ≥18,87 |  |  |

## Conséquences
Le 30 septembre 2019, Abdullah Abdullah revendique la victoire. L'annonce des résultats provisoires est plusieurs fois retardée. Les résultats préliminaires sont finalement annoncés par la Commission électorale le 22 décembre. Abdullah Abdullah ne reconnaît pas les résultats.
Le 18 février 2020, la commission électorale afghane annonce que le président sortant Ashraf Ghani est vainqueur avec 50,64 % des voix selon les résultats définitifs. Son adversaire Abdullah Abdullah dénonce des fraudes, refuse de reconnaître les résultats et monte un gouvernement parallèle.
Ashraf Ghani et Abdullah Abdullah prêtent tous deux serment le 9 mars, chacun dans une aile du palais présidentiel avant qu'un accord ne soit trouvé le 17 mai.